# Winfried König
Winfried König (* 4. Dezember 1932 in Haltern am See; † 10. November 2015 in Münster-Wolbeck) war ein römisch-katholischer Geistlicher und langjähriger Apostolischer Visitator für die Gläubigen und Priester des ehemals deutschen Erzbistums Breslau.

## Leben
Winfried König wurde zwar im Münsterland geboren, wuchs aber in Gläsendorf, Landkreis Grottkau (seit 1945 Szklary, Gmina Kamiennik) auf. Nach dem Zweiten Weltkrieg kam er als Heimatvertriebener zurück ins Münsterland. Er studierte in Münster und Innsbruck Philosophie sowie Katholische Theologie und empfing am 29. Juni 1960 die Priesterweihe. Er war unter anderem Kaplan in Rheine und Präses am Pius-Kolleg in Coesfeld. Seit 1977 war er Diözesanseelsorger für die Vertriebenen und Aussiedler im Bistum Münster. 1980 wurde er Propst an der Propsteikirche St. Clemens in Telgte.
Papst Johannes Paul II. ernannte ihn am 8. November 1982 zum Apostolischen Visitator für die Gläubigen und Priester des ehemals deutschen Erzbistums Breslau. Als solcher gehörte er auch der Deutschen Bischofskonferenz an, in deren Ständigem Rat er die Visitatoren der Vertriebenen aus den deutschen Ostgebieten vertrat. Er gab den Heimatbrief der Katholiken des Erzbistums Breslau heraus und engagierte sich für die Verständigung zwischen Deutschen und Polen.
Im Jahr 2008 wurde er emeritiert, blieb den aus Schlesien stammenden Katholiken aber verbunden, etwa als Ehrenvorsitzender des Schlesischen Priesterwerkes e. V. und als stellvertretender Vorsitzender der von ihm gegründeten Kardinal-Bertram-Stiftung.
Seine letzte Ruhestätte fand er auf dem Zentralfriedhof Münster.

## Ehrungen und Auszeichnungen
- Päpstlicher Ehrenprälat (1984)
- Apostolischer Protonotar (1989)
- Schlesierschild (1999)
- Ehrendomherr an der Kathedrale des Bistums Görlitz (1997)
- Ehrenmitglied der katholischen Studentenverbindung AV Salia-Silesia Gleiwitz im CV (2000)[5]
- Bundesverdienstkreuz am Bande des Verdienstordens der Bundesrepublik Deutschland (2008)

## Schriften
- Das gemeinsame Erbe bewahren: ein Gespräch mit dem Bischof von Oppeln, Dr. Alfons Nossol, und die gegenwärtige Situation, Wienand Köln 1989
- Maria wir Dich grüßen. Ein Betrachtungsbuch mit schlesischen Kunstwerken, 1988
- Vom Sterben schlesischer Priester 1945/46. Ein Ausschnitt aus der schlesischen Passion, Wienand Köln 1990 (3. Auflage), ISBN 3-87909-188-9, zusammen mit Johannes Kaps, Emil Brzoska
- Nachrichten für die Schlesischen Priester und Ordensleute, Ausgabe 1994, Schlesische Priestertagung 1994
- Kirche im Dienst der Schlesischen Menschen: 25 Jahre Apostolische Visitatur Breslau, 1998, ISBN 3-932970-16-0, zusammen mit Joachim Meisner, Rudolf Müller, Alfons Nossol
- Erbe und Auftrag der schlesischen Kirche: 1000 Jahre Bistum Breslau (Dziedzictwo i posłannictwo śląskiego Kościoła : 1000 lat diecezji wrocławskiej), Laumann Druck und Verlag 2002 (2. Auflage), ISBN 3-89960-164-5 (Deutsch/ Polnisch)